# Hypohomodesmotische Reaktionen
Hypohomodesmotische Reaktionen bezeichnen chemische Reaktionen von Kohlenwasserstoffverbindungen, für die  gilt:
- die Anzahl an Kohlenstoff-Wasserstoff-Bindungen bleibt konstant
- in jeder Hybridisierungsstufe bleibt die Anzahl an Kohlenstoffatomen konstant[1].

Bei der theoretischen Vorhersage von Reaktionsenergien fallen Fehler in den Rechenmethoden stärker ins Gewicht, da es sich bei Reaktionsenergien um betragsmäßig kleine Größen handelt, verglichen mit den Energien, aus deren Differenz sie sich ergeben. Systematische Fehler heben sich bei der Bildung von Differenzen im Allgemeinen auf. Somit ist es in der Theoretischen Chemie sinnvoll, Reaktionen nach der Art des systematischen Fehlers zu charakterisieren, dessen Einfluss bei der Berechnung der Reaktionsenergie vernachlässigt werden kann.

## Definition
Eine hypohomodesmotische Reaktion ist eine Reaktion von Kohlenwasserstoffen für die gilt:
- die Anzahl an Kohlenstoff-Wasserstoff-Bindungen bleibt konstant und
- in jeder Hybridisierungsstufe bleibt die Anzahl an Kohlenstoffatomen  konstant.

Hypohomodesmotische Reaktionen sind immer auch Isogyrische Reaktionen und Isodesmische Reaktionen.

## Beispiel
{\displaystyle \mathrm {1-Hexen+Ethan\ \longrightarrow \ 1-Buten+Butan} }

### Edukte
- 1-Hexen besitzt 12 Kohlenstoff-Wasserstoff-Bindungen, 2 sp2- und 4 sp3-hybridisierte Kohlenstoffatome.
- Ethan besitzt 6 Kohlenstoff-Wasserstoff-Bindungen und 2 sp3-hybridisierte Kohlenstoffatome.
- Insgesamt besitzen die Edukte 18 Kohlenstoff-Wasserstoff-Bindungen, 2 sp2- und 6 sp3-hybridisierte Kohlenstoffatome.

### Produkte
- 1-Buten besitzt 8 Kohlenstoff-Wasserstoff-Bindungen, 2 sp2- und 2 sp3-hybridisierte Kohlenstoffatome.
- Butan besitzt 10 Kohlenstoff-Wasserstoff-Bindungen und 4 sp3-hybridisierte Kohlenstoffatome.
- Insgesamt besitzen die Produkte 18 Kohlenstoff-Wasserstoff-Bindungen, 2 sp2- und 6 sp3-hybridisierte Kohlenstoffatome.